# Bank Saint Petersburg

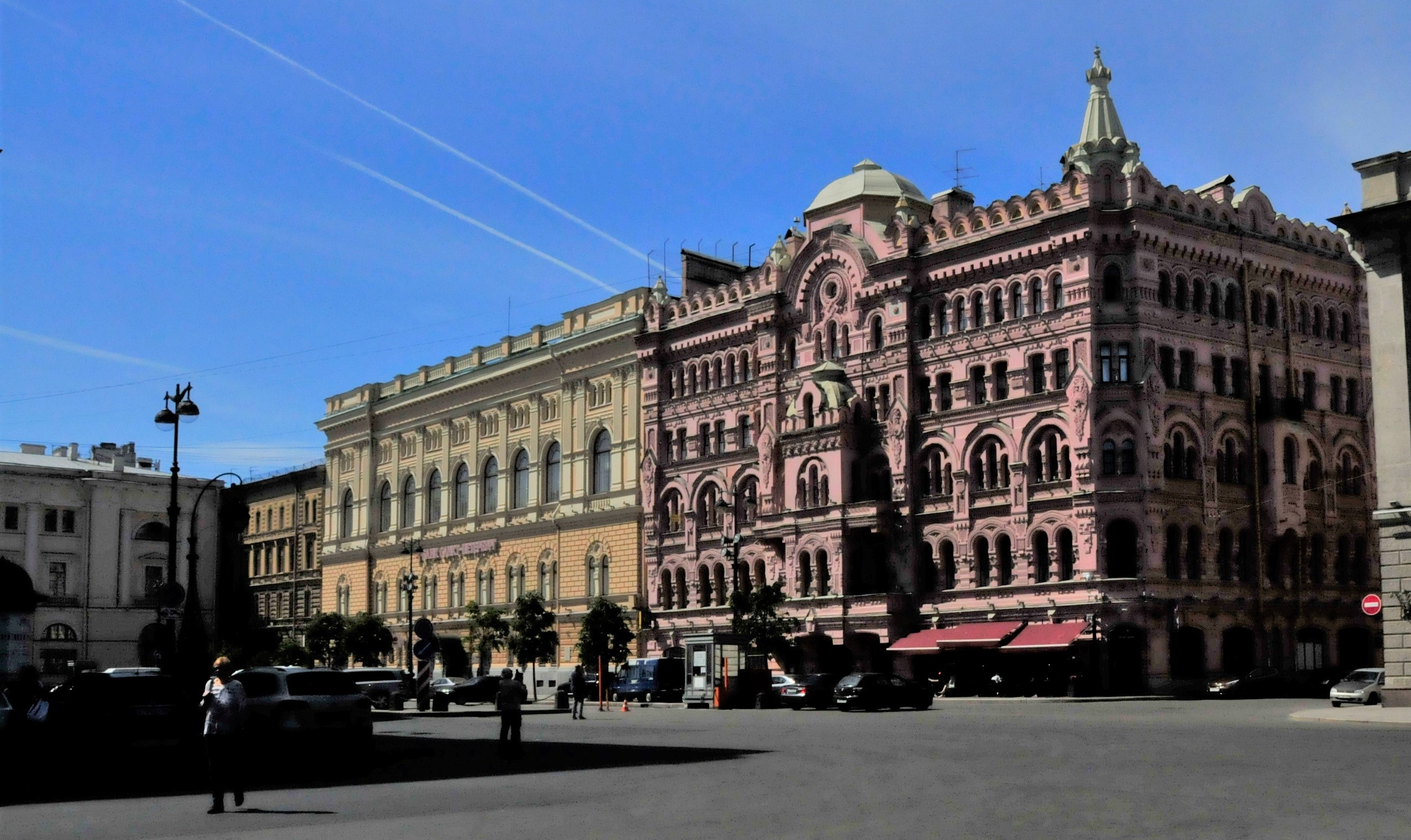
Ostrowskiplatz 5–7, Sankt Petersburg, rechts eine Filiale der Rosselkhozbank (Russische Agrarbank), links eine Filiale der Bank Sankt Petersburg

Die Bank Saint Petersburg ist ein russisches Kreditinstitut mit Sitz in Sankt Petersburg.
Das Unternehmen ist in der Finanzbranche tätig. Gegründet wurde das Unternehmen 1990. Geleitet wird die Bank Saint Petersburg durch Indrek Neivelt und Alexander V. Savelyev (CEO) (Stand: 2014). Das Unternehmen ist im RTS-Index gelistet.